# Семейство Адамс (анимационен сериал, 1992)
„Семейство Адамс“ (на английски: The Addams Family) е американски анимационен сериал, базиран на епонимните комиксови герои. Излъчването му е от 12 септември 1992 г. до 6 ноември 1993 г. по ABC и е продуциран от Хана-Барбера. Разработката на сериала започва с успеха на пълнометражния филм „Семейство Адамс“ от 1991 г. Продуцирани са два сезона. Това е вторият анимационен сериал със Семейство Адамс. Първият е от 1973 г. и също е продуциран от Хана-Барбера.

## Епизоди
Преводите на заглавията са тези от излъчванията по Нова телевизия, Диема и Диема Фемили, където дублажът е един и същ и епизодите се излъчват в разбъркан ред.

### Сезон 1
| Номер | Заглавие | Номерация при повторните излъчвания |
| ----- | --- | ----------------------------------- |
| 1     | Хепиестер Фестър (Happyester Fester)                                                                                             | 3                                   |
| 2     | Dead and Breakfast |                                     |
| 3     | Денят, в който Гомез се провали(The Day Gomez Failed)                                                                            | 4                                   |
| 4     | Гадженщайн/Идеалният Пъгсли/Пазете се от нещото (Girlfriendstein/Pugsley by the Numbers/Beware of Thing)                         | 10                                  |
| 5     | Ен Джей Адамс (N.J. Addams) | 2                                   |
| 6     | Роди се нещо/Шпионски лудории/Дневникът на Фестър (A Thing Is Born/Choke and Dagger/Fester's Diary)                              | 9                                   |
| 7     | Сър Пъгсли/Фестърмен/Изкуство за изкуство (Sir Pugsley/Festerman/Art to Art)                                                     | 11                                  |
| 8     | Пътъргайст (Puttergeist) | 8                                   |
| 9     | ФеТиВи (F.T.V.) | 6                                   |
| 10    | Краят на То (Itt's Over) | 5                                   |
| 11    | Криеница с Лърч/Голямото прецакване/ (Hide and Go Lurch/Hook, Line and Stinkers/A Sword Fightin' Thing)                          | 13                                  |
| 12    | Примерни родители (Addams Family PTA)                                                                                            | 7                                   |
| 13    | Малкото голямо нещо/Малката лоша червена шапчица/Сестрини метаморфози (Little Big Thing/Little Bad Riding Hood/Metamorphosister) | 12                                  |

### Сезон 2
| Номер | Заглавие | Номерация по при повторните излъчвания |
| ----- | --- | -------------------------------------- |
| 14    | Нарисувай ми Адамс (Color Me Addams) | 1                                      |
| 15    | No Ifs, Ands or Butlers |                                        |
| 16    | Джак, Джил и бобеното стъбло/Фестърмен се завърща/Доставено от ръка на ръка (Jack and Jill and the Beanstalk/Festerman Returns/Hand Delivered) |                                        |
| 17    | Sweetheart of a Brother |                                        |
| 18    | Шпионски меден месец (Double O Honeymoon) |                                        |
| 19    | Then Came Granny/Pet Show Thing/Fester Sings the Fester Way                                                                                    |                                        |
| 20    | Camp Addams/Little Doll Lost/King of the Polycotton Blues                                                                                      |                                        |
| 21    | A Girl and a Ghoul/A Little Bit of Pugsley/Ask Granny                                                                                          |                                        |

## „Семейство Адамс“ в България
В България сериалът е излъчван през 90-те години на миналия век по Канал 1.
На 3 октомври 2009 г. започва повторно излъчване по Нова телевизия, всяка събота и неделя от 07:30 по програма, но почти винаги малко по-рано, като за последно е излъчен епизодът на 15 ноември. В началото на 2010 г. започва излъчване на останалата част епизоди, обикновено през делничен ден от 03:30, като не се споменават в програмата на телевизиите. Дублажът е записан наново през януари 2009 г. в Арс Диджитал Студио и ролите се озвучават от артистите Елена Русалиева, Венета Зюмбюлева, Борис Чернев, Петър Чернев и Васил Бинев.
На 13 март 2010 г. започва повторно излъчване на епизоди по Диема, всяка събота и неделя от 07:30 с втория дублаж, като последният за момента е на 28 март.
На 15 март 2010 г. започва повторно излъчване по Диема Фемили, всеки делничен ден от 06:45, като за последно е излъчен епизод на 31 март.